# Oswaldo López Arellano
Oswaldo López Arellano (Danlí, 30 de junho de 1921 - Tegucigalpa, 16 de maio de 2010) foi um político hondurenho, duas vezes presidente de Honduras, 1963-1971 e 1972-1975, nas duas ocasiões chegou ao poder através de golpe militar.

## Juventude
Lopez nasceu em Danlí, filho de Enrique López e Carlota Arellano, no departamento de El Paraíso, uma família influente. Ele ingressou no Exército aos dezoito anos e posteriormente se formou como piloto na Escola da Força Aérea de Honduras. Ele então passou de 1942 a 1945 no estado americano do Arizona estudando aviação mecânica. López serviu como coronel por vários anos e finalmente ascendeu ao posto de general.

## Carreira
López lutou brevemente em uma junta militar em 1957, que terminou depois que eleições democráticas foram garantidas. Depois de um violento golpe, ele serviu como presidente pela primeira vez de 3 de outubro de 1963 a 7 de junho de 1971, antes de permitir que novas eleições (eleições gerais hondurenhas de 1971) ocorressem em abril de 1971. Elas acabaram resultando na subida ao poder de Ramón Ernesto Cruz. Em 4 de dezembro de 1972, López voltou a tomar o poder, no golpe de Estado de 1972 em Honduras.
Durante seu segundo mandato como presidente, López supervisionou um grande projeto de reforma agrária que buscava acalmar as tensões entre os camponeses sobre sua remoção forçada de terras não cultivadas de propriedade de elites latifundiárias ou de empresas de frutas dos Estados Unidos. Esse plano foi denominado Plano de Desenvolvimento Nacional e passou por duas etapas, a primeira em 1965 e as mais significativas entre 1972 e 1975. Lei da Reforma Agrária de 1972, Lei do Salário Mínimo em 1973 e Lei da Reforma Agrária em 1975 veio em resposta à pressão dos sindicatos camponeses, como o CTH, a Confederación de Trabajadores Hondureños e a ANACH Associación Nacional de Campesinos Hondureños. Os sindicatos mais importantes que clamavam por reformas eram a United Fruit e Sindicatos de frutas SITRATERCO e SUSTRAFSCO. Esses sindicatos também tinham apoio entre os trabalhadores da indústria.
López liderou as forças hondurenhas durante a Guerra do Futebol.

### Renúncia
Em 1975, a Comissão de Valores Mobiliários dos Estados Unidos expôs um esquema da United Brands Company para subornar o presidente López com US$ 1,25 milhão, com a promessa de mais US$ 1,25 milhão mediante a redução de certos impostos de exportação de banana. O comércio de ações da United Brands foi interrompido e, em 22 de abril de 1975, López foi deposto por um golpe militar liderado por seu colega general Juan Alberto Melgar, no golpe de Estado de 1975 em Honduras. Este escândalo é conhecido em Honduras como "Bananagate".
Faleceu aos 88 anos de câncer de próstata.